# Josua Leander Gampp

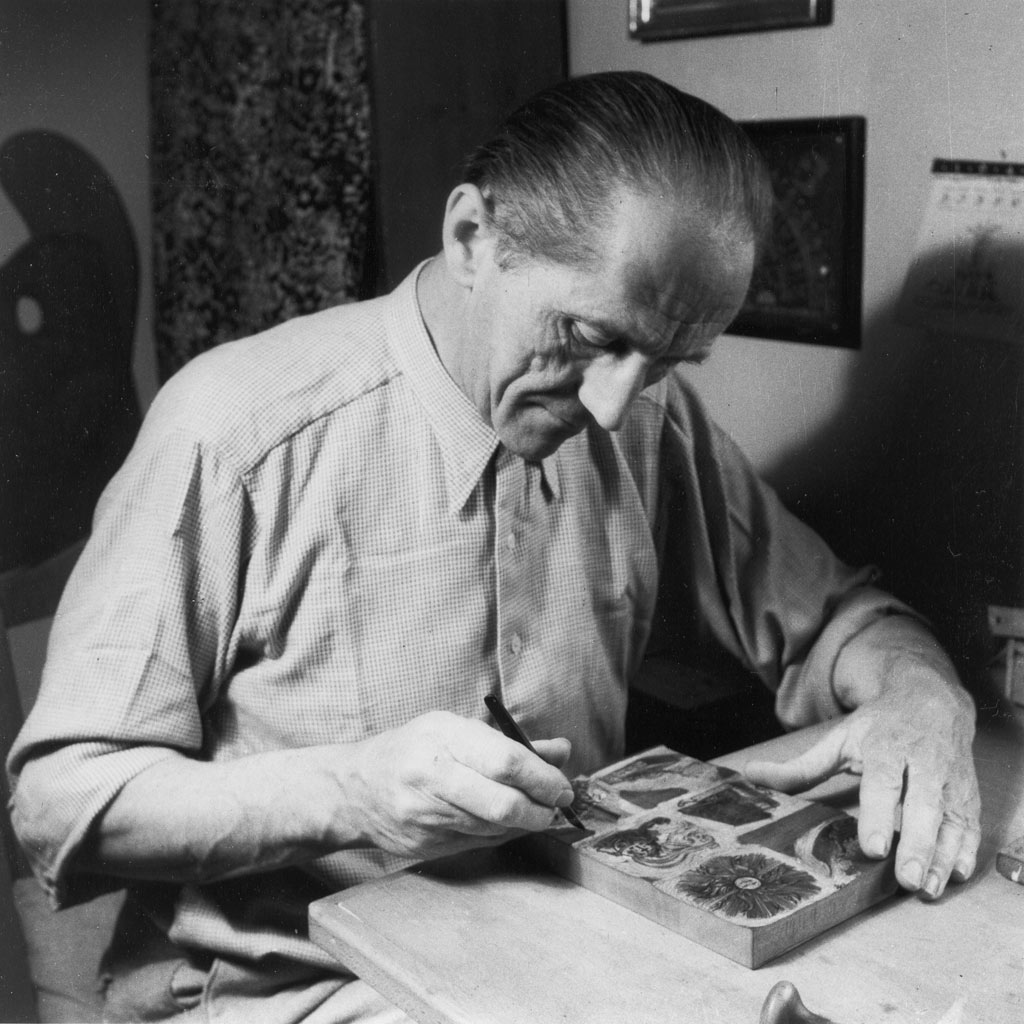
Josua Leander Gampp bei der Arbeit

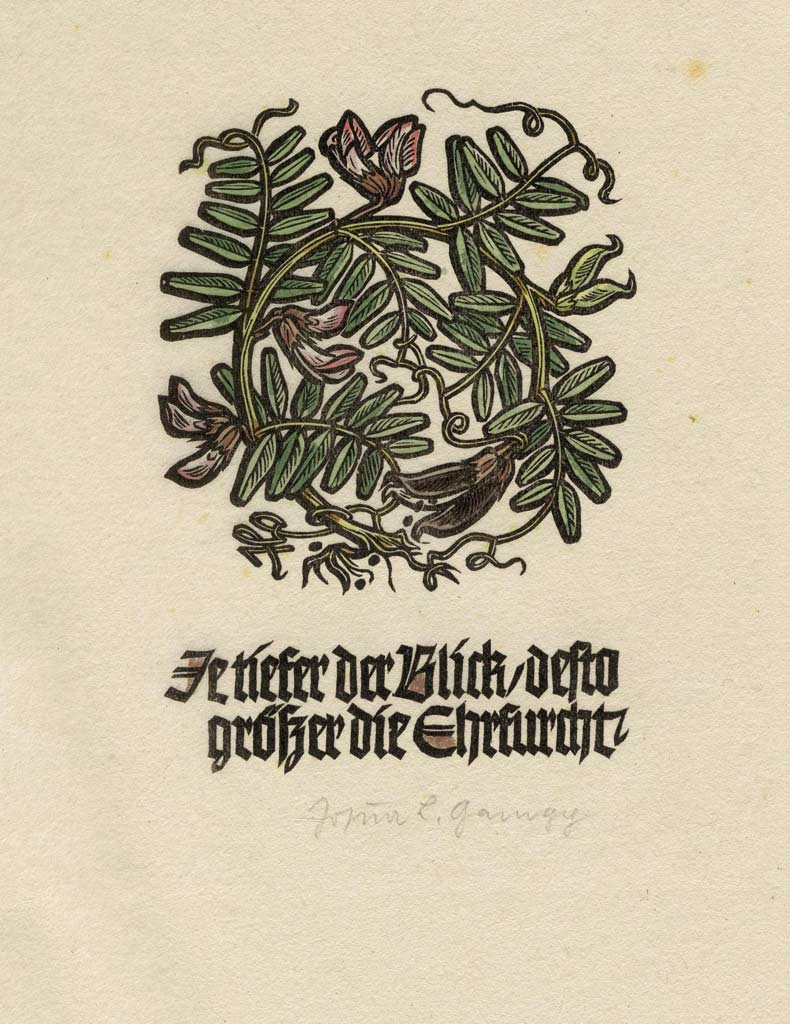
Holzschnitt

Josua Leander Gampp (* 26. August 1889 in Buch; † 8. Dezember 1969 in Karlsruhe)  war ein Graphiker, Maler und Hochschullehrer.

## Leben
Josua Leander Gampp entstammte einer im Schwarzwald – genauer im Hotzenwald – alteingesessenen Familie. Mit dem zustimmenden Urteil durch Hans Thoma sollte er Lehrer werden. Er studierte an der Akademie der Bildenden Künste in Karlsruhe. Der Zwanzigjährige wurde Meisterschüler des Professors Walter Georgi. Nach weiterem Studium in Berlin bei E. R. Weiß und Kriegsunterbrechung 1915, gründete er 1920 in Hamburg-Bergedorf seinen eigenen Hausstand und wurde Mitglied im Hamburger Künstlerverein von 1832. 1933 übernahm er eine Meisterklasse für Holzschnitt, Illustration, Buchgestaltung und Schrift an der Karlsruher Akademie als Nachfolger Ernst Würtenbergers. Nach dem Krieg leitete er die Akademie als Direktor für zwei Jahre.

## Werk
Weite Beachtung und große Bekanntheit erreichte Josua Leander Gampp vor allem durch seine Buchillustrationen durch Holzschnitte. Gampp war 1940 und 1941 mit jeweils zwei Holzschnitten auf den Großen Deutschen Kunstausstellung in München vertreten.
Für den in der Zeit des Nationalsozialismus entstandenen Weihnachtskalender „Vorweihnachten“ (1942 und 1943) gestaltete Gampp die Titel- und Umschlagseite.